# Maria Nostitz-Wasilkowska

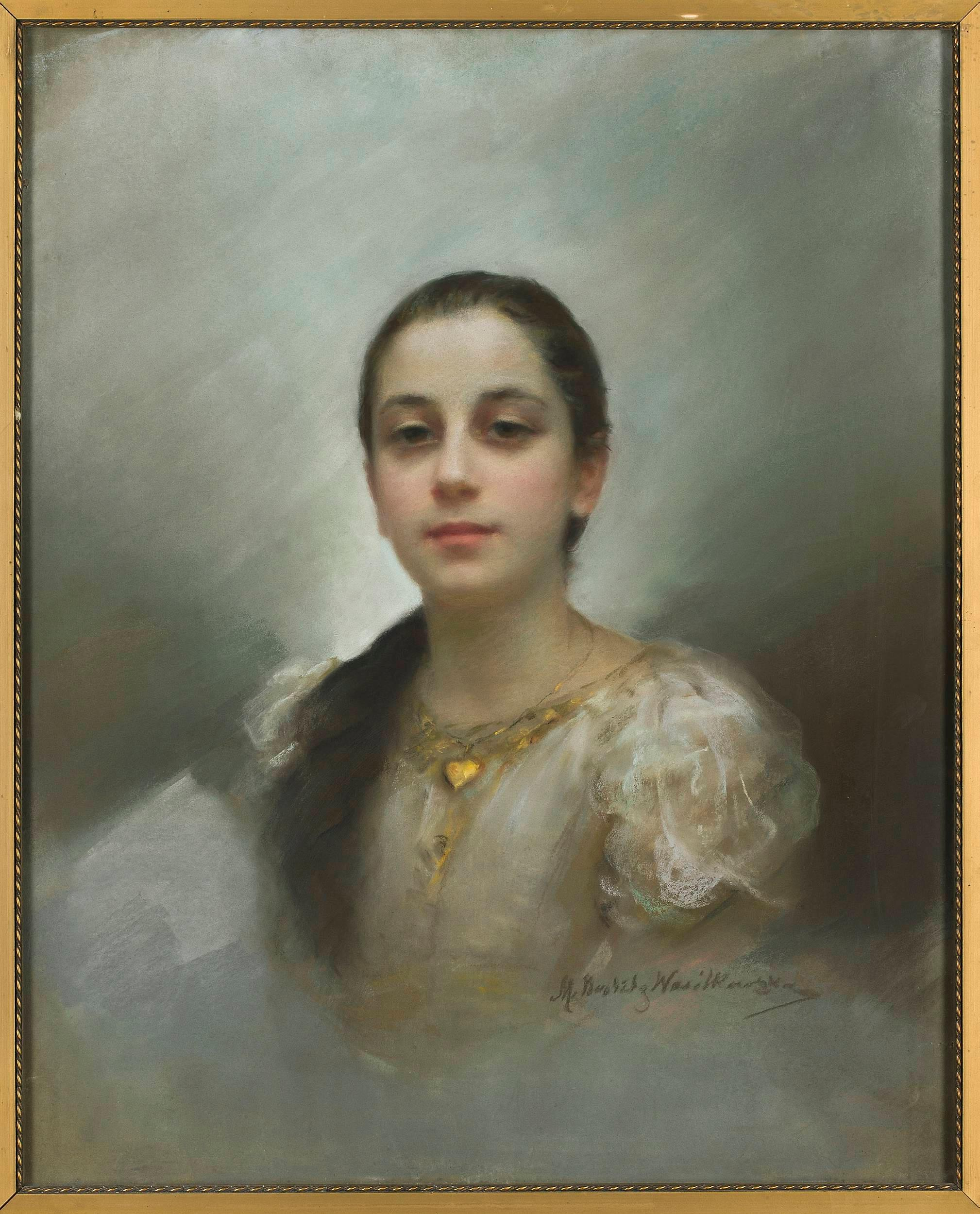
Maria Nostitz-Wasilkowska, Portret młodej kobiety z wisiorkiem ze złotym serduszkiem, pastel, po 1892

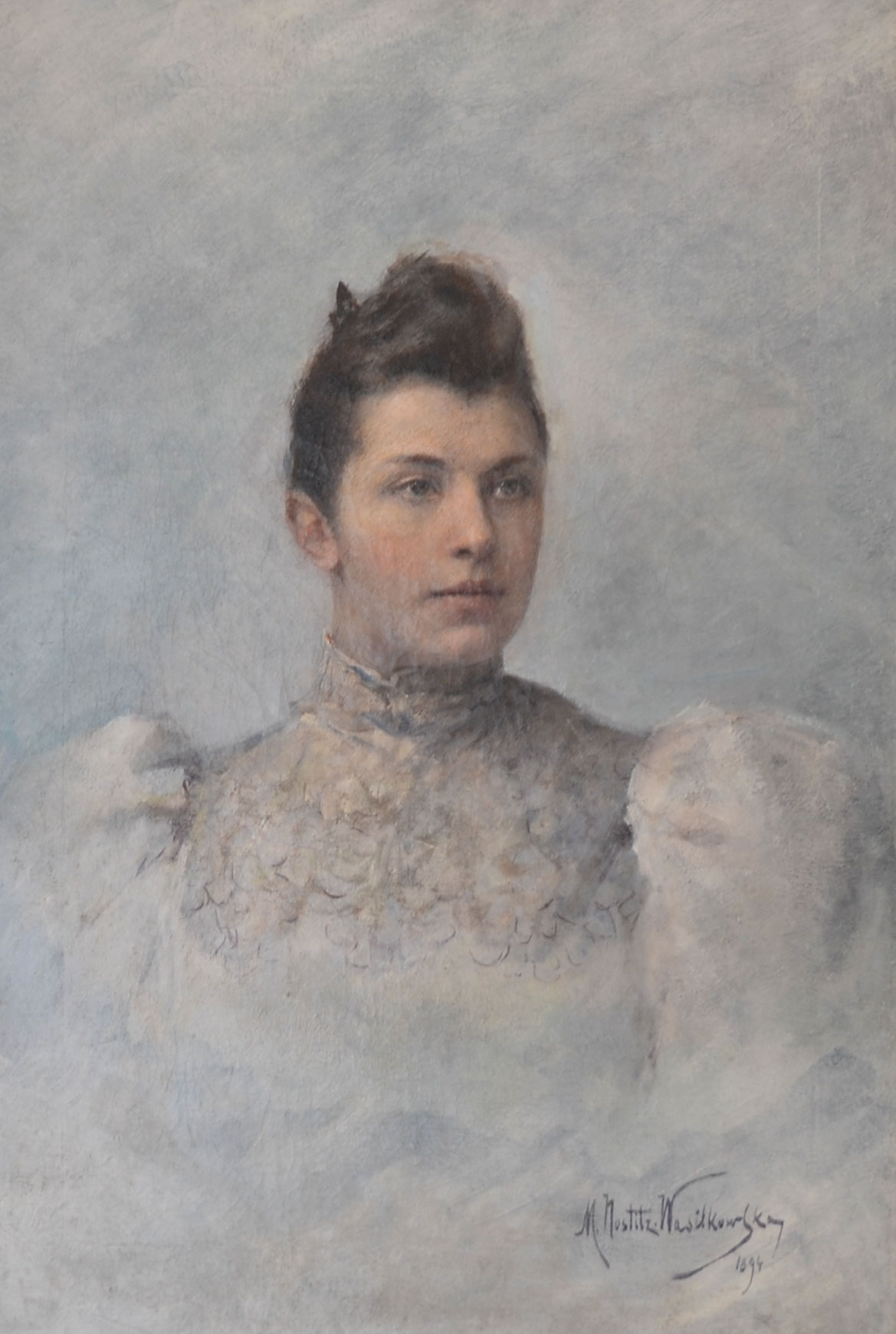
Maria Nostitz-Wasilkowska, Portret kobiety, 1894

Maria Nostitz-Wasilkowska (ur. 14 stycznia 1858 w Chalinie k. Płocka, zm. 1922 w Warszawie) – polska malarka, portrecistka i pastelistka.

## Życiorys
Urodziła się w Chalinie, w szlacheckiej rodzinie Franciszka Nostitz-Jackowskiego i Teodory z Chełmickich.
Naukę malarstwa rozpoczęła w 1880 roku, w Krakowie na Wyższych Kursach dla Kobiet Adriana Baranieckiego. Studia kontynuowała w petersburskiej Akademii Sztuki Pięknych, gdzie wykładali m.in. Ilja Riepin i Pawieł Czistiakow. Na trzecim roku studiów otrzymała srebrny medal, zaś Akademię ukończyła z wyróżnieniem w 1885 roku. 
W 1882 roku, podczas studiów, poznała swojego przyszłego męża, polskiego malarza Kazimierza Wasilkowskiego, którego poślubiła w 1892 roku. 
Na początku lat 90. przeniosła się wraz z mężem do Warszawy. Kilkakrotnie (m.in. w latach 1896, 1897, 1899) odwiedzała Petersburg, by wykonać zamówione portrety. W 1895 odbyła wraz z mężem podróż do Paryża. Umarła nagle 13 listopada 1922 roku.

## Twórczość i działalność artystyczna
Specjalizowała się w salonowym portrecie kobiecym, który wykonywała pastelami, rzadziej posługując się farbami olejnymi. Była ceniona przez krytykę za indywidualne ujęcie portretowanej osoby, umiejętność obserwacji i wydobycia psychologicznej głębi modela. Wykonane przez malarkę portrety określano jako żywe i tętniące życiem, chwytające modela „na gorącym uczynku”. Chwalono ją również za swobodne, wręcz brawurowe prowadzenie kredki (czy pędzla) i jednoczesną elegancję i wytworność wykonania. Przedstawiała portretowane osoby w sposób naturalny, lecz nie naturalistyczny, wysubtelniając rysy modelki i podkreślając szyk i elegancję kobiecych toalet. Portrety jej autorstwa charakteryzuje bogactwo kolorystyki i umiejętność operowania światłocieniem, a także różnorodność kompozycyjna i nastrojowa, uzależniona od charakteru portretowanej osoby. 
Portrety jej autorstwa porównywano niekiedy do malarstwa osiemnastowiecznych francuskich kolorystów, m.in. do twórczości Élisabeth Vigée-Lebrun.
Jej talent malarski, połączony z przyjemną osobowością, uczynił z niej cenioną i popularną portrecistkę petersburskiej arystokracji. Posiadanie wizerunku wykonanego przez polską malarkę, zwaną Charmante Polonaise, należało do dobrego tonu. Malarka portretowała m.in. osoby z otoczenia dworu carskiego: księcia Sergiusza Aleksandrowicza, ministra Woroncowa-Daszkowa czy księżnę Stenbok-Oboleńską. 
Często wystawiała swoje prace na wystawach organizowanych przez petersburską Akademię Sztuk Pięknych.
W Warszawie zyskała uznanie pośród przedstawicieli finansjery i środowisk artystycznych. Portretowała m.in. aktorkę Helenę Marcello-Palińską, pisarkę i dziennikarkę Walerię Marrené-Moszkowską czy Teklę Trapeszko-Krywultową. Stopniowo zyskiwała też uznanie warszawskiej krytyki. 
Regularnie wystawiała na wystawach organizowanych w Towarzystwie Zachęty Sztuk Pięknych (w latach: 1893–96, 1898, 1900–04, 1907–14, 1916, 1917) i  w warszawskim Salonie Aleksandra Krywulta (w latach: 1897, 1900, 1902–04, 1906). Jej prace prezentowane były również za granicą: w 1895 roku na Wystawie sztuki polskiej w Berlinie, w 1898 w Mińsku i w 1913 roku na I wystawie malarzy polskich w Moskwie.
W 1935 roku zorganizowano wystawę pośmiertną poświęconą jej twórczości.